# リバー・ライアン
リバー・ジェイソン・ライアン（River Jason Ryan, 1998年8月17日 - ）は、アメリカ合衆国ノースカロライナ州シャーロット出身のプロ野球選手（投手）。右投右打。MLBのロサンゼルス・ドジャース所属。

## 経歴

### プロ入り前
ノースカロライナ大学ペンブローク校では二刀流として活躍した。

### プロ入りとパドレス傘下時代
2021年のMLBドラフト11巡目（全体340位）でサンディエゴ・パドレスから指名されプロ入り。傘下のルーキー級アリゾナ・コンプレックスリーグ・パドレスでプロデビューし、野手として12試合に出場して打率.308、1本塁打、2打点を記録した。

### ドジャース時代
2022年3月22日にマット・ベイティとのトレードで、ロサンゼルス・ドジャースへ移籍した。同年から投手に専念し、傘下のA級ランチョクカモンガ・クエークス、A＋級グレートレイクス・ルーンズの2チーム合計で15試合（先発13試合）2勝4敗、防御率2.45、70奪三振を記録した。
2023年はAA級タルサ・ドリラーズで開幕を迎え、シーズン途中にAAA級オクラホマシティ・ドジャースへ昇格。2チーム合計で26試合（先発24試合）に登板して1勝7敗、防御率3.80、110奪三振を記録した。
2024年は開幕前のスプリングトレーニングで右肩を痛め、リハビリのため6月まで登板がなかった。AAA級オクラホマシティで5試合に登板した後、7月22日にメジャー契約を結んでアクティブ・ロースター入りし、同日のサンフランシスコ・ジャイアンツ戦に先発登板してメジャーデビュー。7月28日のヒューストン・アストロズ戦でメジャー初勝利を記録した。しかし、8月11日のピッツバーグ・パイレーツ戦で右肘の尺側側副靱帯を痛めて降板。翌12日にトミー・ジョン手術を受けることが発表された。

## 家族
兄のライダー・ライアンもプロ野球選手で、ピッツバーグ・パイレーツに所属している。

## 詳細情報

### 年度別投手成績
| 年 度    | 球 団    | 登 板 | 先 発 | 完 投 | 完 封 | 無 四 球 | 勝 利 | 敗 戦 | セ 丨 ブ | ホ 丨 ル ド | 勝 率 | 打 者 | 投 球 回 | 被 安 打 | 被 本 塁 打 | 与 四 球 | 敬 遠 | 与 死 球 | 奪 三 振 | 暴 投 | ボ 丨 ク | 失 点 | 自 責 点 | 防 御 率 | W H I P |
| -------- | -------- | ----- | ----- | ----- | ----- | -------- | ----- | ----- | -------- | ----------- | ----- | ----- | -------- | -------- | ----------- | -------- | ----- | -------- | -------- | ----- | -------- | ----- | -------- | -------- | ------- |
| 2024     | LAD      | 4     | 4     | 0     | 0     | 0        | 1     | 0     | 0        | 0           | 1.000 | 81    | 20.1     | 15       | 1           | 9        | 0     | 0        | 18       | 0     | 0        | 4     | 3        | 1.33     | 1.18    |
| MLB：1年 | MLB：1年 | 4     | 4     | 0     | 0     | 0        | 1     | 0     | 0        | 0           | 1.000 | 81    | 20.1     | 15       | 1           | 9        | 0     | 0        | 18       | 0     | 0        | 4     | 3        | 1.33     | 1.18    |

- 2024年度シーズン終了時

### 年度別守備成績
| 年 度 | 球 団 | 投手（P） | 投手（P） | 投手（P） | 投手（P） | 投手（P） | 投手（P） |
| 年 度 | 球 団 | 試 合     | 刺 殺     | 補 殺     | 失 策     | 併 殺     | 守 備 率  |
| ----- | ----- | --------- | --------- | --------- | --------- | --------- | --------- |
| 2024  | LAD   | 4         | 2         | 6         | 0         | 1         | 1.000     |
| MLB   | MLB   | 4         | 2         | 6         | 0         | 1         | 1.000     |

- 2024年度シーズン終了時

### 背番号
- 77（2024年 - ）